# Видра-II
Видра-II — гідрологічний заказник місцевого значення в Україні. Об'єкт розташований на території Козелецького району Чернігівської області, біля села Косачівка.
Площа 152 га. Статус отриманий 1984 року. Перебуває у віданні: ДП «Остерське лісове господарство» (Косачівське л-во, кв. 83).
Це низинне осокове болото — регулятор гідрологічного режиму і рівня ґрунтових вод. На даній території зберігаються малопорушені болотні екосистеми Лівобережного Полісся. Сучасний стан цього болота утворився під впливом Київського водосховища. Природний рослинний покрив трансформований: переважають високотравні ценози з очеретом, по краях — зі співдомінуванням теліптеріса болотного і вовчого тіла болотного; по краях переважають лучно-болотні ценози з осокою чорною і низкою гідрофільних видів — калюжницею болотною, вербозіллям звичайне, фіалкою болотною тощо. Фауна збіднена. Місце гніздування водоплавних та лучних видів птахів. На годівлі тут можна побачити чапель (сіру, велику білу), лелеку білого. Зрідка трапляються журавель сірий (Червона книга України). Із мисливських тварин можна зустріти лисицю, зайця, козулю. Крім того, заказник відвідують вовки і дикі свині.